# ナノ構造体
ナノ構造体（英語: Nanostructure）とは、1mmの1000万分の1スケールの、概ね数十から数百の原子からなる構造体。

## 概要
ナノ構造体には様々なものがあり、フォトニック結晶やフラーレンなどをはじめとして、ナノチューブ、ナノワイヤー、ナノシートなどがナノ構造体に含まれる。

## 製法
トップダウン型とボトムアップ型があり、ボトムアップ型には近年では金属有機構造体のように反応条件を精密に制御することによる自己組織化によって形成するだけでなく、走査型トンネル顕微鏡(STM)などの装置を使って原子一つ一つを動かすことによってナノ構造を作成する方法(ディップペン・ナノリソグラフィ（Dip Pen Nanolithography）)もあるが、この方法は実験室レベルでのナノ構造体の構築、挙動を調べるには適しているものの、生産性が著しく低いので素子の大量生産の観点から見ると不適といえる。
現時点では自己組織化がナノテクノロジーの普及の鍵を握るとされる。

## 文献
- 平井義彦. "メカニカルリソグラフィ ナノインプリンティング法によるナノ構造体の創成." 精密工学会誌 70.10 (2004): 1223-1227.
- 木本克彦, et al. "ナノ構造体形成によるチタン表面の機能化: ナノ・ノジュール表面がタンパクの吸着ならびに細胞接着に及ぼす影響." 日本口腔インプラント学会誌 22.1 (2009): 21-27.
- 松井真二. "ナノ加工と表面技術 集束イオンビームによる立体ナノ構造形成技術とその応用." 表面技術 56.7 (2005): 361-366.